# Tsetsebjwe
Tsetsebjwe est une ville du Botswana.